# Calle de Moratín
La calle de Moratín, antaño calle de San Juan al Prado, es una vía pública de la ciudad española de Madrid, situada en el barrio de Cortes, distrito Centro, que desciende, en dirección oeste-este, desde la calle de Atocha, en su confluencia con Amor de Dios, a la plaza de la Platería de Martínez, junto al paseo del Prado.

## Historia
Lleva este nombre desde comienzos del siglo XX, en honor al dramaturgo Leandro Fernández de Moratín, nacido en ella en 1760. En el plano de Teixeira de 1656 figura con su anterior denominación de camino de San Juan o calle de San Juan al Prado (porque bajaba hasta las huertas del Prado de los Jerónimos, más conocido como Paseo del Prado).

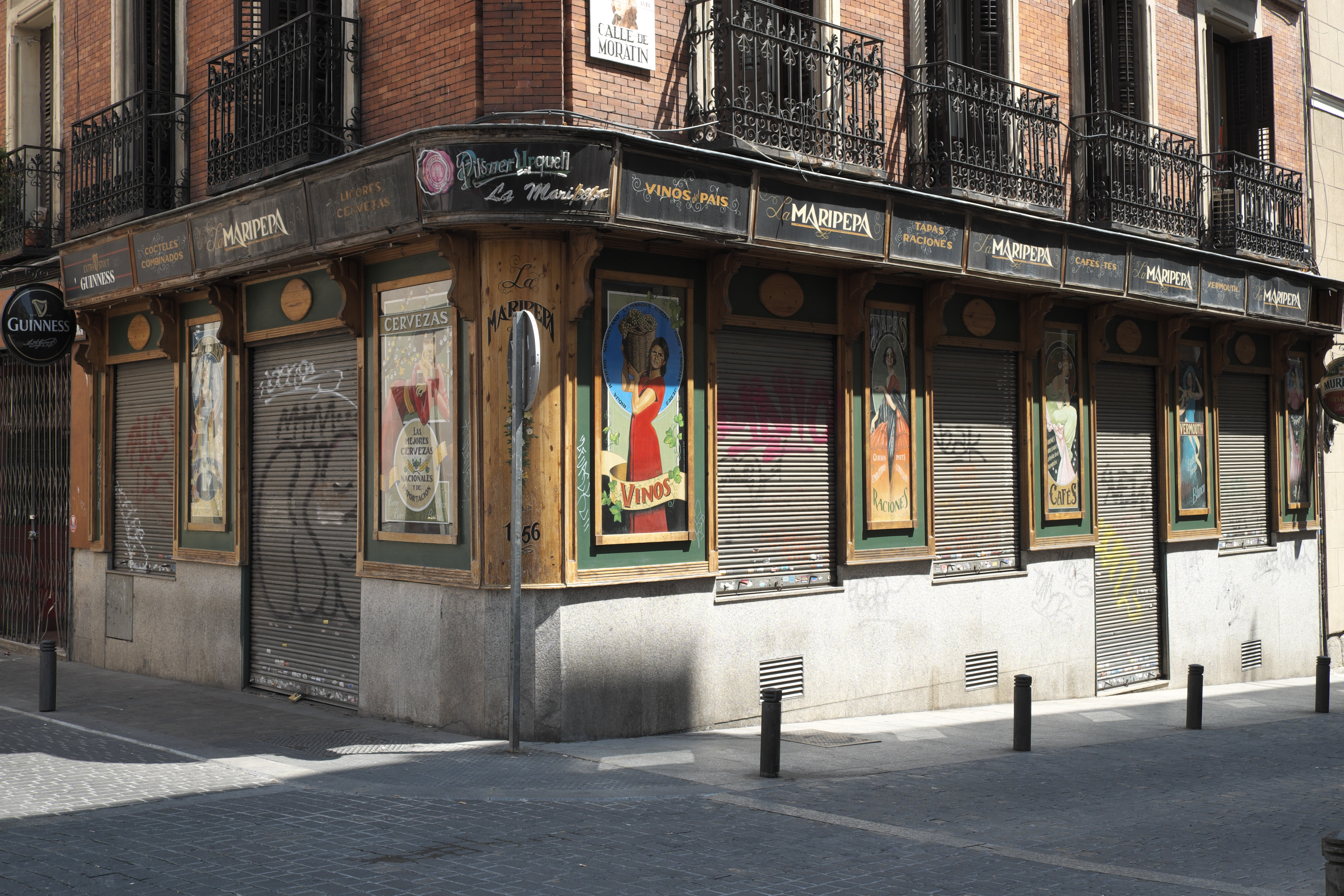
La Maripepa, taberna de la primera mitad del siglo, recuperada como cervecería en el siglo, con entrada por la calle de Jesús.

En ese entorno, en lo que luego será la confluencia con la calle de las Huertas (formando la plazuela dedicada a la platería de Martínez) existió al parecer un humilladero dedicado a san Juan Bautista y al que en el solsticio de verano acudían los madrileños en la verbena sanjuanera. Muy cerca, en la esquina con la calle de Santa María, una placa recuerda que allí nació Moratín el 10 de marzo de 1760, en una casa reedificada en 1892. Así lo anota también Mesonero Romanos en sus Paseos por el Antiguo Madrid, especificando que el dramaturgo compró una casa en esta misma vía (en la entonces calle de San Juan), cuya corraliza convirtió en jardín ilustrado; casa que luego en 1826, cedió a la Inclusa de la Villa, del mismo modo que antes lo había hecho con su casa señorial de Pastrana, en Guadalajara.
La vitalidad turística de la zona tiene en esta calle algunos interesantes ejemplos de rehabilitación de locales comerciales.
A lo largo de su recorrido hace intersección con calles como las de la Berenjena, Santa María, San José, Santa Polonia, San Pedro, los Desamparados o la Alameda.